# Airy-Formel

Die Airy-Formel gibt die Transmission eines Fabry-Pérot Interferometers (FPI) an. Für höhere Finessen wird nicht-resonantes Licht besser unterdrückt. Die Linienbreite ist für große Finessen näherungsweise mit dem Freien Spektralbereich.

Die Airy-Formel, benannt nach dem Mathematiker und Astronom George Biddell Airy, gibt den Verlauf der transmittierten Intensität elektromagnetischer Strahlung in einem Fabry-Pérot-Interferometer an, in Abhängigkeit vom Verhältnis der Wellenlänge oder Frequenz der Strahlung zum freien Spektralbereich des Interferometers.
Die Airy-Formel ergibt sich, wenn man die elektrischen Felder aller im Interferometer umlaufenden Teilwellen Phasen und Amplituden richtig addiert.

## Herleitung
Die Intensität der im Interferometer umlaufenden Strahlen ist proportional zur transmittierten Intensität. Bei der Berechnung muss die nicht-ideale Reflexion an den beiden Endspiegeln mit dem Amplituden-Reflexionskoeffizienten {\displaystyle r\neq 1} berücksichtigt werden. Er ist über {\displaystyle r^{2}+t^{2}=1} mit dem Amplituden-Transmissionskoeffizienten {\displaystyle t} verknüpft. Nach {\displaystyle m} Umläufen, also {\displaystyle 2m} Reflexionen, ist der Betrag des elektrischen Feldes um den Faktor {\displaystyle r^{2m}} kleiner.
Während eines Umlaufs, d. h., wenn eine Teilwelle das Interferometer einmal hin und zurück durchlaufen hat, akkumuliert diese einen Phasenwinkel {\displaystyle 2\varphi } (also {\displaystyle 1\varphi } pro zurückgelegter Resonatorlänge {\displaystyle L}). Diese Phase hängt ab
- vom Verhältnis der Resonatorlänge {\displaystyle L} zur Wellenlänge {\displaystyle \lambda } des Lichts sowie
- vom Brechungsindex {\displaystyle n} des Mediums zwischen den Endspiegeln.

Dies lässt sich auch ausdrücken als Verhältnis der Lichtfrequenz {\displaystyle \nu } zum freien Spektralbereich {\displaystyle \Delta \nu _{\text{FSB}}={\frac {c}{2nL}}} (Einheit Frequenz) des Fabry-Pérot-Interferometers mit dem Betrag des Wellenvektors {\displaystyle k=2\pi /\lambda }:
{\displaystyle \varphi =nkL=n{\frac {2\pi L}{\lambda }}=\pi {\frac {\nu }{\Delta \nu _{\text{FSB}}}}}
Die elektrische Feldstärke {\displaystyle E} im Innern des Resonators ist
{\displaystyle {\begin{aligned}E&=E_{\mathrm {i} }t\left(1+\sum _{m=1}^{m=\infty }r^{2m}\exp \left(2im\varphi \right)\right)\\&=E_{\mathrm {i} }{\frac {\sqrt {1-r^{2}}}{1-r^{2}\exp \left(2i\varphi \right)}}\end{aligned}}}
mit der Feldstärke {\displaystyle E_{i}} des einfallenden Lichts.
In der obigen Rechnung wurde nach einer Indexverschiebung die geometrische Reihe ausgewertet. 
Die einzelnen Beiträge der transmittierten Teilwellen addieren sich nach der Passage durch den Ausgangsspiegel zur resultierenden Feldamplitude {\displaystyle E_{\mathrm {t} }}:
{\displaystyle E_{\mathrm {t} }=t\cdot E={\sqrt {1-r^{2}}}\cdot E=E_{\mathrm {i} }{\frac {1-r^{2}}{1-r^{2}\exp \left(2i\varphi \right)}}}
Das Betragsquadrat dieses Ausdrucks ergibt mit verschiedenen trigonometrischen Identitäten die Airy-Formel:
{\displaystyle {\begin{aligned}I_{\mathrm {t} }&=E_{\mathrm {t} }\cdot E_{\mathrm {t} }^{*}={\frac {I_{\mathrm {i} }}{1+\left({\frac {2{\sqrt {R}}}{1-R}}\right)^{2}\sin ^{2}(\varphi )}}\\&\Rightarrow {\text{Airy-Formel: }}\quad {\frac {I_{\mathrm {t} }}{I_{\mathrm {i} }}}={\frac {1}{1+\left({\frac {2{\mathcal {F}}}{\pi }}\right)^{2}\sin ^{2}(\varphi )}}={\frac {1}{1+F\sin ^{2}(\varphi )}}\end{aligned}}}
In dieser Intensitätsdarstellung werden verwendet:
- der Reflexionskoeffizient  {\displaystyle R=r^{2}}
- der Transmissionskoeffizient {\displaystyle T=t^{2}}
- die Finesse {\displaystyle {\mathcal {F}}={\frac {\pi {\sqrt {R}}}{1-R}}}.
- der Finesse-Koeffizient {\displaystyle F=\left({\frac {2{\sqrt {R}}}{1-R}}\right)^{2}={\frac {4R}{(1-R)^{2}}}=\left({\frac {2{\mathcal {F}}}{\pi }}\right)^{2}}